# Оскар Вернер

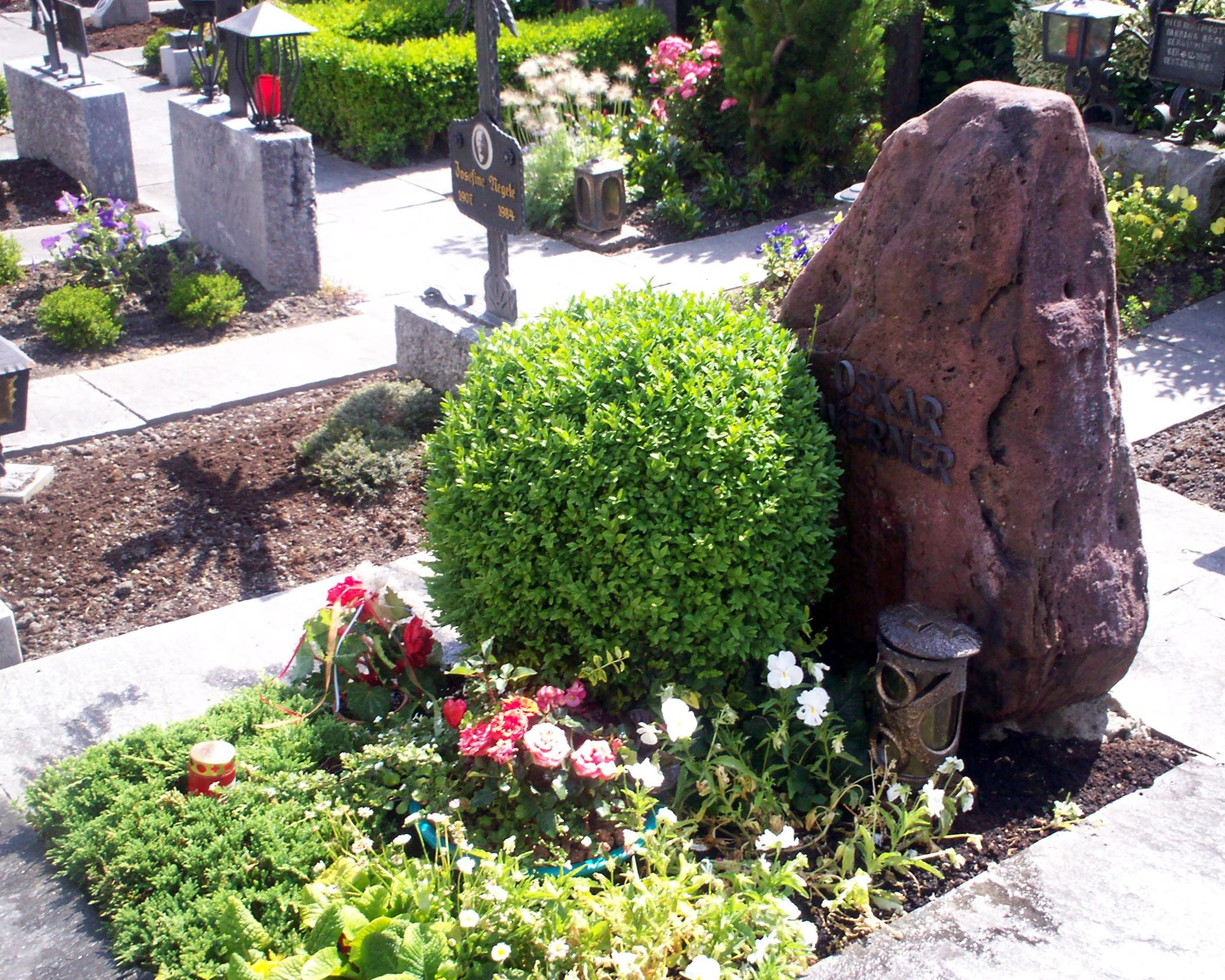
Могила Оскара Вернера

О́скар Ве́рнер (нім. Oskar Werner, спражні ім'я та прізвище — Оскар Йозеф Бішлісмаєр (нім. Oskar Josef Bschließmayer); 13 листопада 1922, Відень, Австрія — 23 жовтня 1984, Марбурга, Гессен, Німеччина) — австрійський актор. Лауреат премії «Золотий глобус», номінант на премію «Оскар». У пресі за життя його називали «видатним австрійським актором сучасності» і «Лоуренсом Олів'є Євразії».

## Біографія
Оскар Йозеф Бішлісмаєр народився 13 листопада 1922 року у Відні, Австрія. Дебютував на сцені віденського «Бурґтеатру» в 1941 році (взявши псевдонім Оскар Вернер) завдяки своєму наставникові, режисерові й акторові — Лотару Мютелю. У театрі Вернер пропрацював з невеликими перервами багато років.
У кіно Оскар Вернер з 1948 року. Здобув світову популярність після виконання однієї з головних ролей у фільмі Франсуа Трюффо «Жуль і Джим» (1962). Надалі продовжив співпрацю з режисером, знявшись у фільмі «451° за Фаренгейтом» (1966).
Оскар Вернер отримав визнання також у Великій Британії та в США, де його роль у фільмі «Корабель дурнів» Стенлі Крамера була номінована на здобуття кінопремій BAFTA та «Оскар» за найкращу чоловічу роль. Крім того, Вернер був відзначений «Золотим глобусом» за найкращу роль другого плану у фільмі «Шпигун, що прийшов з холоду».
Вернер пробував сили в режисурі, знявши у 1958 році телефільм «Вірний Юда» (нім. Ein gewisser Judas), де також зіграв головну роль.
22 жовтня 1984 року, перебуваючи на короткочасних гастролях у Марбурзі, 61-річний Вернер відчув себе зле й скасував заплановане читання поезії в маленькому драматичному клубі міста. Наступного дня Оскар Вернер раптово помер від серцевого нападу у своєму готельному номері. За два дні до цього з життя пішов найближчий друг актора, іменитий режисер Франсуа Трюффо.

### Особисте життя
У 1970-х роках Оскар Вернер переселився до громади Трізен, що в князівстві Ліхтенштейн, звідки практично не виїжджав.
Був двічі одружений, мав сина й доньку. В останні роки життя мав алкогольну залежність.

## Фільмографія (вибіркова)
| Рік       |     | Назва українською           | Оригінальна назва                 | Роль                          |
| --------- | --- | --------------------------- | --------------------------------- | ----------------------------- |
| 1938      |     | Гроші падають з неба        | Geld fällt vom Himmel             |                               |
| 1939      |     |                             | Hotel Sacher                      | ліфтер                        |
| 1948      |     | Віденська кавалькада        | Der Engel mit der Posaune         | Герман Алт                    |
| 1949      |     | Героїчна симфонія           | Eroica                            | Карл                          |
| 1950      |     | Ангел з трубою              | The Angel with the Trumpet        | Герман Алт                    |
| 1951      |     | Вкрадений рік               | Das gestohlene Jahr               | Петер Брук                    |
| 1951      |     | Виклик з ефіру              | Ruf aus dem Äther                 | студент                       |
| 1951      |     | Вундеркінд                  | The Wonder Kid                    | Руді                          |
| 1951      |     | Рішення перед світанком     | Decision Before Dawn              | капрал Карл Маурер            |
| 1955      |     | Останній акт                | Der letzte Akt                    | капітан Вюст                  |
| 1955      |     | Шпигунство                  | Spionage                          | лейтенант Зено фон Баумгартен |
| 1955      |     | Дай руку, життя моє         | Mozart                            | Вольфанг Амадей Моцарт        |
| 1955      |     | Лола Монтес                 | Lola Montès                       | студент                       |
| 1962      |     | Жуль і Джим                 | Jules et Jim                      | Жуль                          |
| 1964      | т/ф | Торквато Тассо              | Torquato Tasso                    | Торквато Тассо                |
| 1965      |     | Шпигун, що прийшов з холоду | The Spy Who Came in from the Cold | Фідлер                        |
| 1965      |     | Корабель дурнів             | Ship of Fools                     | лікар Вільгельм Шуман         |
| 1966      |     | 451 градус за Фаренгейтом   | Fahrenheit 451                    | Гай Монтаг                    |
| 1968      |     | Інтерлюдія                  | Interlude                         | Стефан Зелтер                 |
| 1968      |     | Черевики рибалки            | The Shoes of the Fisherman        | Девід Телемонд                |
| 1968-2003 | т/с | Коломбо                     | Columbo                           | Гарольд ван Вік               |
| 1975      | т/ф | Коломбо: Повторний перегляд | Columbo: Playback                 | Гарольд ван Вік               |
| 1976      |     | Подорож знедолених          | Voyage of the Damned              | професор Егон Крейслер        |

## Визнання
| Нагороди та номінації Оскара Вернера | Нагороди та номінації Оскара Вернера | Нагороди та номінації Оскара Вернера | Нагороди та номінації Оскара Вернера |
| Рік                                  | Категорія                            | Фільм                                | Результат                            |
| ------------------------------------ | ------------------------------------ | ------------------------------------ | ------------------------------------ |
| Спільнота кінокритиків Нью-Йорка     |                                      |                                      |                                      |
| 1965                                 | Найкращий актор                      | Корабель дурнів                      | Перемога                             |
| Премія Золотий глобус                |                                      |                                      |                                      |
| 1966                                 | Найкращий актор                      | Корабель дурнів                      | Номінація                            |
| 1966                                 | Найкращий актор другого плану        | Шпигун, що прийшов з холоду          | Перемога                             |
| 1977                                 | Найкращий актор другого плану        | Подорож знедолених                   | Номінація                            |
| Премія «Оскар»                       |                                      |                                      |                                      |
| 1966                                 | Найкращий актор в головній ролі      | Корабель дурнів                      | Номінація                            |
| Премія BAFTA                         |                                      |                                      |                                      |
| 1966                                 | Найкращий іноземний актор            | Корабель дурнів                      | Номінація                            |
| 1967                                 | Найкращий іноземний актор            | Шпигун, що прийшов з холоду          | Номінація                            |